# Landgericht Seßlach
Das Landgericht Seßlach war ein von 1812 bis 1879 bestehendes bayerisches Landgericht älterer Ordnung mit Sitz in Seßlach im heutigen Landkreis Coburg. Die Landgerichte waren im Königreich Bayern Gerichts- und Verwaltungsbehörden, die 1862 in administrativer Hinsicht von den Bezirksämtern und 1879 in juristischer Hinsicht von den Amtsgerichten abgelöst wurden.

## Geschichte
Im Jahr 1812 wurde im Verlauf der Verwaltungsneugliederung Bayerns das Landgericht Seßlach errichtet. Dieses wurde dem Mainkreis zugeschlagen, dessen Hauptstadt Bamberg war.
Das Bezirksamt Staffelstein wurde im Jahr 1862 durch den Zusammenschluss der Landgerichte älterer Ordnung Seßlach und Staffelstein gebildet.
Anlässlich der Einführung des Gerichtsverfassungsgesetzes am 1. Oktober 1879 errichtete man das Amtsgericht Seßlach, dessen Bezirk identisch mit dem vorherigen Landgerichtsbezirk Seßlach war und somit die damaligen Gemeinden Altenhof, Autenhausen, Busendorf, Dietersdorf, Eggenbach, Freiberg, Gemünda, Gleismuthhausen, Gleußen, Hattersdorf, Kaltenbrunn, Lahm, Lechenroth, Merlach, Neundorf, Oberelldorf, Rothenberg, Schorkendorf, Schottenstein, Seßlach, Unterelldorf, Welsberg und Witzmannsberg umfasste.